# Notodiaptomus dubius
Notodiaptomus dubius là một loài động vật giáp xác thuộc họ Diaptomidae. Chúng là loài đặc hữu của Brasil.